# Завірюха Юрій Степанович
Юрій Степанович Завірюха (народився 11 вересня 1976 року у Вінниці) — український акробат; майстер спорту України міжнародного класу, Заслужений майстер спорту України (1998).

## Біографія
Народився Юрій Степанович Завірюха 11 вересня 1976 року у Вінниці Української РСР.
Виступав у четвірці акробатів з Андрієм Сафоновим, Сергієм Павловим та Дмитром Баїним. Тренувався у заслуженого тренера України В. І. Бердника.
Абсолютний чемпіон Світових ігор (Лахті, Фінляндія, 1997); чемпіон (Вроцлав, Польща, 1995; Манчестер, Велика Британія, 1997), срібний (Мінськ, Білорусь, 1998; Гент, Бельгія, 1999) і бронзовий (Манчестер, 1997; Гент, 1999); чемпіон Європи (Вроцлав, Польща, 1995).
У 1998 році закінчив Миколаївський національний університет імені В. А. Сухомлинського. Працював тренером Миколаївської СДЮШОР (1996—2000).